# Dynamine pittheus
Dynamine pittheus är en fjärilsart som beskrevs av Otto Staudinger 1886. Dynamine pittheus ingår i släktet Dynamine och familjen praktfjärilar. Inga underarter finns listade i Catalogue of Life.